# Axinulus albigena
Axinulus albigena is een tweekleppigensoort uit de familie van de Thyasiridae. De wetenschappelijke naam van de soort is voor het eerst geldig gepubliceerd in 1907 door Hedley.